# Verdehalago

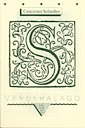
Una de les primeres edicions de Verdehalago, de 1995

Verdehalago és una editorial mexicana, fundada el 1994 per Alfredo Herrera Patiño i Cristina Jiménez Vázquez. Nasqué a partir de la revista del mateix nom. Un paper fonamental l'ha jugat Iván Martínez Abarca. S'ha especialitzat en la publicació de poesia tant clàssica com contemporània, i traduccions a l'espanyol d'obres poc conegudes en aquesta llengua, d'autors literaris consagrats al món. Fins avui han publicat si fa o no fa uns 400 títols. Molts d'ells en edicions per a bibliòfils, relligades i enquadernades a mà.
El nom verdehalago ha estat adoptat de la jitanjáfora del poeta cubà d'origen català Mariano Brull.